# سرسخت
سرسخت فیلمی به کارگردانی و نویسندگی اسماعیل پورسعید محصول سال ۱۳۴۷ است.

## بازیگران
- عبداله بوتیمار
- فریبا خاتمی
- غلامحسین بهمنیار
- اکبر هاشمی
- محسن آراسته
- فیروز
- سمیرا
- مرتضی حدیقی
- فرخنده
- حسن رضایی
- حسین اشراق
- رضا بانکی